# Estação Tanigami
Tanigami é uma das estações terminais da linha Seishin-Yamate do metro de Kobe, no Japão.